# 長野県松本盲学校
長野県松本盲学校（ながのけん まつもともうがっこう）は、長野県松本市に位置する、視覚障害のある幼児・児童・生徒を対象とした特別支援学校である。

## 就学対象
本校の就学対象は、以下のように定められている。
```
両眼の視力がおおむね0.3未満のもの又は視力以外の視機能障がいが高度のものの  うち、拡大鏡等の使用によっても通常の文字、図形等の視覚による認識が不可能、若しくは著しく困難な程度のもの（学校教育法施行令第22条の3）
```

## 学部・学科
本校には、0歳から2歳を対象とした早期支援教室、幼稚部、小学部、中学部、高等部（普通科［普通コース・職業コース・生活コース］、保健理療科）、および専攻科理療科が設置されている。保健理療科では、あん摩・マッサージ・指圧師の国家試験受験資格が得られる。さらに、専攻科理療科では、高校卒業以上を対象に、はり師・きゅう師の国家試験受験資格も取得可能である。 

## 在学者数
令和7年度
- 幼稚部：1名
- 小学部：10名
- 中学部：3名
- 高等部：10名
- 計：24名

## 寄宿舎
小学部から理療科までの生徒を対象に寄宿舎を併設している。入舎期間は原則1年間。毎年希望を募り、入退舎検討委員会で入舎の可否を決定する。居室は1部屋2人。

## 学校間交流
松本市立旭町小学校や長野県松本美須々ヶ丘高等学校と交流学習を実施している。

## 部活動
運動系
- フロアバレーボール（盲人バレー）
- グランドソフトボール（盲人野球）
- サウンドテーブルテニス（盲人卓球）

文化系
- 陶芸部
- 合唱部[4]

## 沿革
- 1893年11月 - 松本訓盲院設立
- 1912年6月 - 松本盲人教育所開設
- 1916年4月 - 市立松本訓盲院設立

## 所在地
〒390-0802　長野県松本市旭2−11-66

## 主な卒業生
- 井口深雪（パラリンピック金メダリスト）